# Joseph Renker
Joseph Renker (* 15. Juli 1933 in Nürnberg; † 5. Januar 2018 in Eichstätt) war ein deutscher Theologe, Religionspädagoge und katholischer Geistlicher.
Joseph Renker absolvierte zunächst eine Lehre als Bankkaufmann und engagierte sich in der katholischen Jugendarbeit. Er trat in ein Spätberufenenseminar in Fürstenried ein und absolvierte sein Abitur. Nach seinem Theologiestudium von 1958 bis 1964 im Priesterseminar in Bamberg empfing er im Bamberger Dom am 8. März 1964 die Priesterweihe. Er war Kaplan in Erlangen und in Hof. Nach einem Doktoratsstudium in Moraltheologie, Pastoraltheologie, Kirchengeschichte und Kunstgeschichte, in München wurde er 1969 zum Dr. theol. promoviert. 1973 wurde er auf die Professur für Theorie und Praxis der Kirchlichen Gemeindearbeit an der Fakultät für Religionspädagogik/Kirchliche Bildungsarbeit an die damalige Gesamthochschule Eichstätt, die heutige Katholische Universität Eichstätt-Ingolstadt berufen. Er war Dekan für zwei Fakultäten. Während seiner Professur hat Renker rund 2000 Studenten, Religionslehrer und Gemeindereferenten ausgebildet. 1993 wurde Renker emeritiert.
Seit 1977 war Renker Seelsorger für die Pfarrei Egweil/Attenfeld (mit den Rechten eines Pfarrers); zudem betreute er auch die Nachbarpfarreien Nassenfels und Wolkertshofen. Er verfasste eine umfassende Ortschronik von Egweil und initiierte die Sanierung und Wiederaufbau des historischen Pfarrhauses von Egweil. Die Gemeinde Egweil ehrte ihn mit der Ehrenbürgerwürde. Er lebte seit über 40 Jahren im alten Forsthaus in Weißenkirchen.
Er engagierte sich langjährig für den Missionskreis Ayopaya in Bolivien und war dessen Präsident von 1979 bis 1994. Für sein Wirken wurde er mit dem bischöflichen Titel Geistlicher Rat geehrt.